# Mori Trust
Mori Trust Co., Ltd. (森 ト ラ ス ト 株式会社 Mori Torasuto Kabushiki Gaisha) é uma imobiliária japonesa.

## Historia
Mori Trust foi fundada em 1970 como Mori Building Development, uma subsidiária do grupo Mori Building fundada por Taikichiro Mori. Após sua morte em 1993, seus dois filhos, Minoru Mori e Akira Mori, discordaram sobre como continuar o negócio, com Minoru desejando continuar o foco da empresa em propriedades existentes e novos projetos urbanos de grande escala, e a Akira que deseja expandir o portfólio da empresa em propriedades de escritório e lazer de menor escala. Isso levou a uma divisão do grupo Mori Building, com a Akira Mori assumindo a Mori Building Development e renomeando-a "Mori Trust" em 1999. As propriedades de Mori Trust que precederam o cisma de 1999 foram originalmente denominadas "Hills" ou "Mori Building" mas foram renomeados para "Trust Tower" ou "MT Building" em 2002. O Mori Building, que passou anos planejando e completando o complexo Roppongi Hills no centro de Tóquio, concentra-se em complexos de bilhões de dólares; Mori Trust adere a estruturas individuais ou duplas.
Mori teria selecionado sua filha Miwako Date, que atua como presidente da Mori Trust Hotels & Resorts, para eventualmente assumir o negócio da Mori Trust. 
A Mori Trust anunciou em dezembro de 2015 que começaria a investir nos Estados Unidos, começando pela aquisição de US $ 658 milhões em dois edifícios de escritórios em Boston, da Liberty Mutual. A empresa também teria examinado potenciais investimentos em Nova York, Washington e outras cidades da Costa Leste, com um orçamento total de 100 a 200 bilhões de ienes. 

## Propriedades principais do escritório
Tokyo
- Tokyo Shiodome Building
- Marunouchi Trust City
- Akasaka Twin Tower
- Gotenyama Garden
- Shiroyama Trust Tower

Sendai
- Sendai Trust Tower

## Principais propriedades hoteleiras
- Laforet Hotels chain
- Rihga Royal Hotels chain (minority partner)
- Conrad Tokyo
- Courtyard by Marriott Tokyo Station
- Westin Sendai
- InterContinental Yokohama Grand
- Shangri-La Tokyo
- Sunroute Plaza Shinjuku[4]
- Suiran (opened in Kyoto in collaboration with Starwood Hotels & Resorts Worldwide Inc.) [2]

## Ligações Externas
- website de Mori Trust Co.